# CHECK-IN
『CHECK-IN』（チェック・イン）は、ぱすぽ☆のメジャー1stアルバム。2011年12月7日に ユニバーサルJから発売された。

## 概要
オリコンチャート1位を獲得した「少女飛行」と、同チャート3位となった「ViVi夏」といった2枚のシングル曲を含む全15曲が収録されている。
収録曲の「キス=スキ」と「マテリアルGirl」では、凛が“Mami Suenaga”名義でコーラス参加している。
発売3日前の2011年12月4日に佐久間夏帆が自らのブログで同グループからの卒業を発表したため、本作とDVDシングル「キス=スキ」が佐久間在籍中に発表された最後の作品となった。

## 販売形態
- 初回限定盤A（UPCH-9698）：CD+フォトブック、全国あくチュ会参加券封入
- 初回限定盤B（UPCH-9699）：CD+DVD（Live映像）、全国あくチュ会参加券封入
- 通常盤（UPCH-1859）：CD、全国あくチュ会参加券封入

## 収録曲

### CD

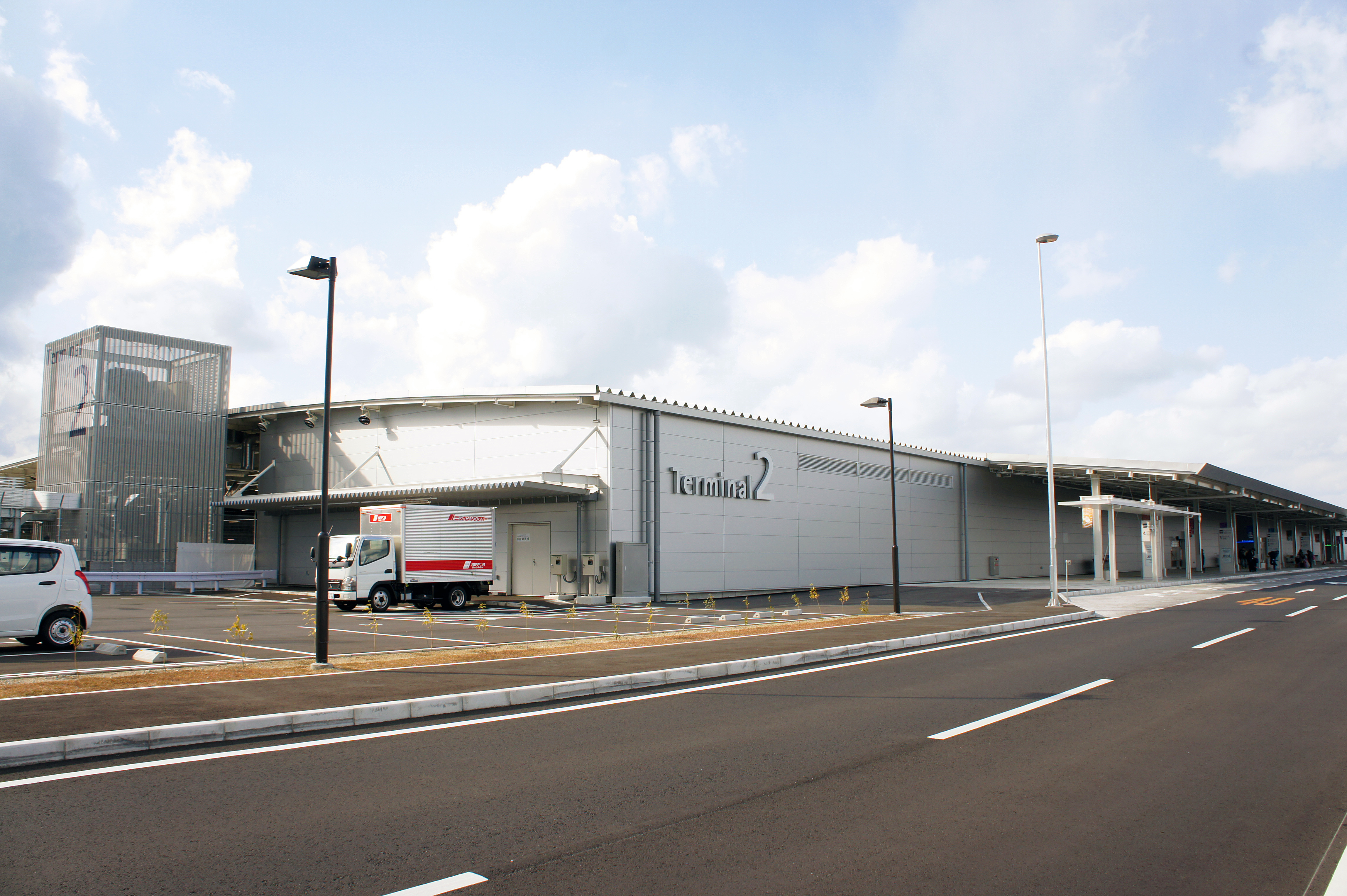

1. Boarding
作曲：ペンネとアラビアータ
2. 少女飛行
作詞・作曲：ペンネとアラビアータ、編曲：Adoriano Spinesi
1stシングル表題曲。
3. キス=スキ
作詞・作曲：ペンネとアラビアータ、編曲：Adoriano Spinesi・michitomo
DVDシングル「キス＝スキ」表題曲。日本テレビ『ぐるぐるナインティナイン』のエンディングテーマ曲であった。
PV撮影は関西国際空港で行われた[3][4]。
4. Hello
作詞：大華奈央香、作曲・編曲：河原嶺旭
5. Street Fighter
作詞：ペンネとアラビアータ、作曲・編曲：Adoriano Spinesi
6. Turn Around
作詞：大華奈央香、作曲・編曲：渡辺未来
7. マテリアルGirl
作詞・作曲：ペンネとアラビアータ、編曲：Adoriano Spinesi
8. ウハエ!
作詞・作曲：ペンネとアラビアータ、編曲：Adoriano Spinesi
1stシングルカップリング曲。
9. Starting Over
作詞：大華奈央香、作曲・編曲：前澤寛之
10. ViVi夏
作詞：大華奈央香、作曲・編曲：corin.・michitomo
2ndシングル表題曲。
11. じゃあね・・・
作詞：大華奈央香、作曲・編曲：板垣祐介
2ndシングルカップリング曲。
12. ハカナ
作詞：大華奈央香、作曲・編曲：浅原康浩・michitomo
13. Rock Da Week
作詞・作曲：ペンネとアラビアータ、編曲：Adoriano Spinesi
2ndシングルカップリング曲。
14. See You Again
作詞：大華奈央香、作曲・編曲：板垣祐介
15. 晴れるよ
作詞：大華奈央香、作曲・編曲：飯田清澄・KOUTAPAI

### DVD
1. ぱすぽ☆『ViViっと夏しちゃっていいんでSKY!?』SHIBUYA-AX 2011.7.16（ダイジェスト）

## 転校少女*によるカバー
女性アイドルグループの転校少女*は、本アルバムの収録曲『マテリアルGirl』をカバーしている。このカバー曲は2021年8月19日に配信開始された後、同年11月30日に発売された自身のミニ・アルバム『LOVE IDOL PROJECT』の2曲目に収録された。楽曲のアレンジは吹野クワガタが手掛けた。
2021年8月1日にKT Zepp Yokohamaで行われた『六本木アイドルフェスティバル2021』では、PASSPO☆の派生ユニットである「はっちゃけ隊」と共にこの曲をコラボレーションした。共演後にメンバーの藤本有紀美は「フォーメーションも振りも全部完コピしてくれて、すごく感動した」と述べている。